# Karawanken Autobahn
La A11 è l'autostrada austriaca proseguimento dell'autostrada A10 Salisburgo-Villach e si origina dopo l'intersezione con l'A2 Tarvisio-Klagenfurt-Graz-Vienna.
Attraverso il Traforo delle Caravanche prosegue per la Slovenia collegandosi con la Avtocesta A2.